# Compagnie africaine d'aviation
Pour les articles homonymes, voir CAA.
Compagnie Africaine d'Aviation (CAA) est une compagnie aérienne de la République démocratique du Congo.
La compagnie assure diverses liaisons passager et fret internationales et nationales.
La CAA figure sur la liste des transporteurs aériens interdits dans l'Union européenne.

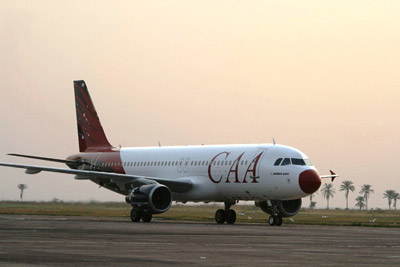
Airbus A320

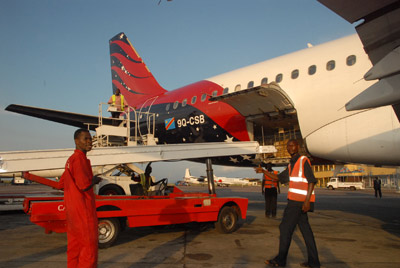
Aéroport de Ndjili Kinshasa

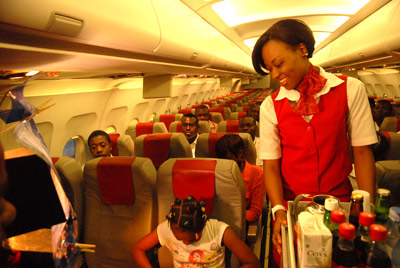
Le service à bord

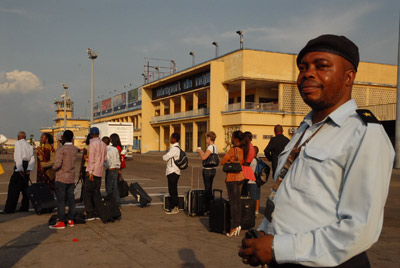
L'embarquement à Kinshasa

## Historique de CAA
- 1991 - Création de la compagnie CAA avec pour mission de transporter le personnel du Holding GAP avec un Grumman G159 dans ce qui s'appelait alors "Le Zaïre"'.
- 1992 - Premier vol commercial le 26 décembre 1992. Les années suivantes, CAA se dote de 4 autres Grumman G159 et de 2 Convair 580.
- 1997 - La compagnie prend de l'ampleur avec 3 Antonov An-26 et 2 Iliouchine Il-18.
- 2005 - Arrivée du premier MD81 suivi de plusieurs autres.
- 2009 - Acquisition de 2 Fokker 50
- 2010 - Premier vol commercial d'un Airbus A320 en Afrique Centrale
- 2011 - Mise en service de 3 Airbus A320-212  et acquisition d'un FOKKER 100
- 2013 - Crash d'un Fokker 50 dans la ville de Goma, bilan 6 morts

## Villes desservies

### Réseau national
- Basankusu
- Beni
- Bukavu
- Bumba
- Bunia
- Gemena
- Isiro
- Kalemie
- Kananga
- Kikwit
- Kinshasa
- Kindu
- Kisangani
- Lisala
- Lodja
- Lubumbashi
- Mbandaka
- Mbuji-Mayi
- Tshikapa
- Goma
- paris

## Flotte
En juillet 2021, la CAA possède :
- 2 Airbus A320
- 2 Airbus A330-200
- 4 Fokker 50
- 2 ATR 72